# 坎乡
坎乡，是中华人民共和国新疆维吾尔自治区伊犁哈萨克自治州察布查尔锡伯自治县下辖的一个乡镇级行政单位。

## 行政区划
坎乡下辖以下地区：
坎村、齐格勒克村、库勒特克齐村、格拉木村、麻扎村、阿勒玛勒村和沙尔加孜克村。